# Christian Mohr (Badminton)
Christian Mohr (* 31. Mai 1973) ist ein deutscher Badmintonspieler. 

## Karriere
Christian Mohr gewann 1998 die Bitburger Open und 1999 die Bulgarian International. Ein Jahr später wurde er sowohl im Herrendoppel als auch im Mixed deutscher Meister.

## Sportliche Erfolge
| Saison    | Veranstaltung                    | Disziplin    | Platz | Name                                                                                 |
| --------- | -------------------------------- | ------------ | ----- | ------------------------------------------------------------------------------------ |
| 1993/1994 | Deutsche Einzelmeisterschaft U22 | Mixed        | 1     | Christian Mohr / Viola Rathgeber (TSV Lohe-Rickelshof 1923 / SC Siemensstadt Berlin) |
| 1994/1995 | Deutsche Einzelmeisterschaft U22 | Mixed        | 2     | Christian Mohr (TSV Lohe-Rickelshof) / Viola Rathgeber (Eintracht Südring Berlin)    |
| 1996/1997 | Deutsche Einzelmeisterschaft     | Mixed        | 3     | Christian Mohr / Sandra Beißel (FC Langenfeld / SC Bayer 05 Uerdingen)               |
| 1996/1997 | Deutsche Einzelmeisterschaft     | Herrendoppel | 3     | Michael Keck / Christian Mohr (SSV Heiligenwald / FC Langenfeld)                     |
| 1997/1998 | Deutsche Einzelmeisterschaft     | Herrendoppel | 2     | Michael Keck / Christian Mohr (SSV Heiligenwald / FC Langenfeld)                     |
| 1998      | Bitburger Open                   | Herrendoppel | 1     | Michael Keck / Christian Mohr                                                        |
| 1998/1999 | Deutsche Einzelmeisterschaft     | Herrendoppel | 3     | Michael Keck / Christian Mohr (SG Anspach / FC Langenfeld)                           |
| 1998/1999 | Deutsche Einzelmeisterschaft     | Mixed        | 3     | Christian Mohr / Katrin Schmidt (FC Langenfeld / TuS Wiebelskirchen)                 |
| 1999      | Bulgarian International          | Herrendoppel | 1     | Joachim Tesche / Christian Mohr                                                      |
| 1999/2000 | Deutsche Einzelmeisterschaft     | Mixed        | 1     | Christian Mohr / Anne Hönscheid (FC Langenfeld / TTC Brauweiler)                     |
| 1999/2000 | Deutsche Einzelmeisterschaft     | Herrendoppel | 1     | Christian Mohr / Joachim Tesche (FC Langenfeld / TuS Wiebelskirchen)                 |